# Jerzy Berliner
Jerzy Berliner (ur. 1901 w Łodzi, zm. 1942 w Warszawie) – polski architekt, urbanista, członek Oddziału Stowarzyszenia Architektów Polskich w Łodzi, jeden z autorów projektu urbanistycznego osiedla im. Józefa Montwiłła-Mireckiego w Łodzi. 

## Życiorys
W 1928 ukończył studia na Wydziale Architektury Politechniki Warszawskiej.
Razem z Witoldem Szereszewskim zgłosił się do konkursu urbanistycznego na budowę osiedla im. Józefa Montwiłła-Mireckiego w Łodzi. Zajęli wówczas III miejsce, natomiast ostatecznie sporządzenie projektu wykonawczego polecono zdobywcom II (Jan Łukasik i Miruta Słońska) i III miejsca. W skład zespołu autorskiego wchodzili Jerzy Berliner, Jan Łukasik, Miruta Słońska oraz Witold Szereszewski. Przygotowali oni kompozycję zakładającą budowę 33 domów z 1551 izbami. Projekt ten był prezentowany na wystawie Najmniejsze mieszkania, towarzyszącej Międzynarodowemu Kongresowi Architektury Nowoczesnej (CIAM).
Ostatecznie zbudowano 20 budynków z 921 mieszkaniami. Z powodu kryzysu zredukowano pierwotne założenia; zrezygnowano m.in. z kilku obiektów użyteczności publicznej. Budowę zakończono oficjalnie 15 stycznia 1933.
Razem z Mieczysławem Łęczyckim byli autorami projektu architektonicznego willi Mieczysława Neufelda w Łodzi (1937-1938).
Był członkiem Kolegium Sekretarzy Konkursowych Stowarzyszenia Architektów Polskich, a w okresie 1937-1938 należał do Zarządu Okręgu Łódź. Należał również do Towarzystwa Urbanistów Polskich.

### Pobyt w getcie i śmierć
W czasie II wojny światowej został wywieziony do getta warszawskiego. Działał w Towarzystwie Popierania Rzemiosła. Zmarł w getcie w 1942.